# شورش جیکوب مگنوس اسپرنت پورتن
شورش جیکوب مگنوس اسپرنت پورتن (انگلیسی: Jacob Magnus Sprengtporten's revolt) شورشی مسلحانه بود که در سال ۱۷۷۲ در فنلاند رخ داد. فرماندهی این شورش را یاکوب مگنوس اسپرنت پورتن بر عهده داشت و هدفش تأمین امنیت آن برای کودتای گوستاو سوم بود.